# Endochironomus woodi
Endochironomus woodi är en tvåvingeart som först beskrevs av Freeman 1957.  Endochironomus woodi ingår i släktet Endochironomus och familjen fjädermyggor. Inga underarter finns listade i Catalogue of Life.